# کنسرتو پیانو شماره ۱ (برامس)
پیانو کنسرتو شماره ۱ (انگلیسی: Piano Concerto No. 1) اپوس ۱۵، نخستین کنسرتوی پیانوی یوهان برامس است که برای پیانو به همراهی ارکستر تنظیم گردیده‌است. تصنیف کنسرتو شماره ۱ در تاریخ ۱۸۵۸ به اتمام رسید و در ادامهٔ همان سال، نخستین اجرای آن در هانوفر بر روی صحنه رفت.